# Stipeae
Stipeae (ковили) — триба злаків підродини Pooidae, що налічує до 600 описаних видів.

## Назва й таксономія
Назва триби походить від його найважливішого роду Stipa L., 1753, етимологія якого походить від грецького слова, яке означає «джгут, волокно, шнур» стосовно пір'ястих чи перистих суцвіть деяких видів цього роду. 
Наукова назва цієї групи була визначена бельгійським ботаніком, натуралістом і політичним діячем Бартелемі Шарлем Жозефом Дюмортьє (1797 – 1878) у публікації «Observations sur les Graminees de la Flore Belgique» 1824 року.

## Опис
Визначальними морфологічними ознаками Stipeae є одноквіткові колоски без розширення щитка, а луски (зовнішній приквіток) мають або гострий кінець, або кінцевий остюк (довгу щетину).

## Роди
Триба включає 28 родів:
- Achnatherum (syn. Aristella)
- Aciachne
- Amelichloa
- Anatherostipa (syn. Nicoraella)
- Anemanthele
- Austrostipa
- Celtica
- Eriocoma
- Hesperostipa
- Jarava
- Lorenzochloa
- Macrochloa
- Nassella
- Oloptum
- Ortachne
- Orthoraphium
- Oryzopsis
- Pappostipa
- Patis
- Piptatheropsis
- Piptatherum
- Piptochaetium
- Psammochloa
- Ptilagrostis
- Stipa
- Stipellula (syn. Stipella)
- Timouria
- Trikerala

Багато видів, спочатку поміщених у Stipa, тепер були розділені на нові роди. У деяких нещодавніх роботах аналізуються зв'язки всередині та між родами, але повний аналіз ще не виконано. Трави Stipeae використовують фотосинтетичний шлях C3 і живуть у помірних зонах по всьому світу.
Відомі скам'янілості датуються пізнім міоценом.